# Тім Себастіан
Тім Себастіан (англ. Tim Sebastian; 13 березня 1952 р. в Лондоні) — британський журналіст, телеведучий. Автор і ведучий телевізійної передачі «Конфліктна зона», що транслюється телеканалом Deutsche Welle.

## Біографія
Навчався в університетах Оксфорда і Кардіффа. У 1974 р. почав кар'єру журналіста в агентстві новин «Рейтер». Працював іноземним кореспондентом Бі-бі-сі: з 1979 р. у Варшаві, з 1985 р. в Москві, з 1986 по 1989 рік у Вашингтоні, з 1982 в Європі.
У 1985 був видворений КДБ з СРСР «за діяльність, що є несумісною з його статусом».
Брав інтерв'ю у світових лідерів, включаючи президентів США Білла Клінтона і Джиммі Картера, прем'єр-міністр Пакистану Наваза Шаріфа, першого прем'єр-міністра Республіки Сінгапур Лі Куан Ю, південноафриканських президентів Табо Мбекі і де Клерка, архієпископа Десмонд Туту, президента Уганди Йовері Мусевені, президента Руанди Поль Кагаме, президента України Петра Порошенка, колишнього президента Грузії Михайла Саакашвілі під час його перебування в Україні.
Тім Себастіан є автором кількох книг. Говорить англійською, німецькою та російською мовами.

## Нагороди
1982 отримав приз Британської академії кіно і телевізійних мистецтв.
У 2000 р. і 2001 р. був визнаний найкращим інтерв'юером року Королівським телевізійним суспільством (Royal Television Society).

### Романи
- The Spy in Question (1988)
- Spy Shadow (1989)
- Saviour's Gate (1991)
- Exit Berlin (1992)
- The Memory Church (1993)
- Last Rights (1993)
- Special Relations (1994)
- War Dance (1995)
- Ultra (1997)